# Калатабиано
Калатабиа̀но (на италиански: Calatabiano, на сицилиански Cattabbianu, Катабиану) е градче и община в Южна Италия, провинция Катания, автономен регион и остров Сицилия. Разположено е на 60 m надморска височина. Населението на общината е 5437 души (към 2010 г.).